# Gladsaxe Gymnasium
Gladsaxe Gymnasium er et gymnasium med omkring 1.200 elever og ca. 100 lærere placeret geografisk omtrent i midten af Gladsaxe Kommune ved rundkørslen, der forbinder bydelene Søborg, Buddinge, Bagsværd og til dels Mørkhøj.

## Historie
Gladsaxe Gymnasium, eller i folkemunde "GG", blev dannet i 1956 som en konsekvens af kommunens stigende befolkningstal, der var steget fra knap 24.000 i 1940 til over 60.000 i 1960. Kravet om et gymnasium, så kommunens unge borgere ikke skulle rejse helt til Lyngby, var i tiden op til 1956 blevet større og større. Derfor besluttede man at inddrage et område ved rundkørslen, der ellers skulle være blevet brugt til kulturelt byggeri,[kilde mangler] til gymnasium i stedet. Gymnasiet er tegnet af arkitekterne Eva og Niels Koppel.
I en længere årrække har man forsøgt sig med deciderede drama-klasser, som tidligere arbejdede sammen med det nu lukkede Gladsaxe Ny Teater. Teaterets tidligere faciliteter er i dag overtaget af gymnasiet.

## Kendte lærere
Blandt gymnasiets lærere er standupkomikeren Jakob Svendsen, der underviser i matematik og datalogi.
Derudover er der musikeren Bo Evers der underviser i biologi

## Notable elever
- Sophie Hæstorp Andersen, cand.scient.pol. fra Københavns Universitet og politiker. medlem af Socialdemokraterne
- Mimi Jacobsen, tidl. undervisningsassistent ved Københavns Universitet og tidl. politiker, MF, minister, formand for Centrum-Demokraterne
- Anja Westphal, journalist
- Samuel Rachlin, journalist, uddannet M.S. fra Columbia Graduate School of Journalism
- Niels Klagenberg, direktør
- Morten Wichmann, komiker
- Erik Damgaard, erhvervsleder
- Jonatan Spang, skuespiller
- Ditte Haue, journalist på TV 2